# Ebegomphus
Genre
Ebegomphus est un genre de libellules de la famille des Gomphidae (sous-ordre des Anisoptères, ordre des Odonates). 

## Liste des espèces
Selon GBIF (1er novembre 2023) :
- Ebegomphus conchinus (Williamson, 1916)
- Ebegomphus demerarae (Selys, 1894)
- Ebegomphus minutus (Belle, 1970)
- Ebegomphus pumilus (Belle, 1986)
- Ebegomphus schroederi (Belle, 1970)

## Systématique
Le nom valide complet (avec auteur) de ce taxon est Ebegomphus Needham, 1944.